# コミュニティビジョン吉野
コミュニティビジョン吉野は、かつて存在した奈良県吉野郡吉野町をサービスエリアとするケーブルテレビ局である。吉野町によるCVYテレビ放送・音声告知放送、こまどりケーブルによる地上波・多チャンネルテレビ放送・FM放送・インターネット接続サービス、ソフトバンクテレコムによるIP電話サービスが実施されている。
- 略称 CVY

現在はこまどりケーブルが管轄エリアを運営している。

## 沿革
- 1994年（平成6年度）の農林水産省地域連携確立農業構造改善事業（情報基盤型）により整備された、農村多元情報システム（MPIS）。[1]
- 1996年（平成8年）10月開局

デジタル化事業
- 2007年（平成19年）10月 広報誌「広報よしの」でのデジタル化事業に関する住民説明開始。
- 2008年5月 住民説明会開始（6月まで町内各地で実施）
- 2008年9月 工事開始
- 2009年4月 工事完了（旧施設の撤去工事は7月まで）

### デジタル化事業の概要
- 地上デジタル放送対応と高速インターネット接続のため、各戸に光ファイバーを引き込むFTTH方式で施設更新された。「吉野町によるCVY自主放送（テレビ）と音声告知放送」は継続された。地上波・多チャンネルテレビ放送・FM放送・インターネット接続サービスや加入契約などの手続きはこまどりケーブルが担当することとなった[2]。

## 主な放送

### テレビ局
| アナログ | デジタル | 放送局                  |
| -------- | -------- | ----------------------- |
| 1        |          | KCNファミリーチャンネル |
| 2        | 1        | NHK奈良総合             |
| 12       | 2        | NHK大阪Eテレ            |
|          | 3        | NHK大阪総合             |
| 4        | 4        | 毎日放送                |
| 6        | 6        | 朝日放送                |
| 8        | 8        | 関西テレビ              |
| 9        | 9        | 奈良テレビ              |
| 10       | 10       | よみうりテレビ          |
| 11       | 11       | CVY自主放送             |
| 3        |          | スカイ・A sports+       |
| 5        |          | 時代劇専門チャンネル    |
| C-23     |          | GAORA                   |
| C-25     |          | NHKBS1                  |
| C-26     |          | NHKBS2                  |
| C-27     |          | ショップチャンネル      |

- チャンネル表は「広報よしの」平成20年3月号（2008年3月発行）[3]により、平成22年9月号にて補足。多チャンネルサービスのチャンネルについては、町広報誌には掲載されなかった。
- 2010年9月　「広報よしの」平成22年9月号[4]にて、地上デジタル放送をアナログに変換して放送する事を公表。

### ラジオ
| 周波数（MHz） | 放送局       |
| ------------- | ------------ |
| 78.2          | FM802        |
| 78.9          | ならどっとFM |
| 79.6          | α-station    |
| 80.4          | NHK奈良FM    |
| 81.1          | FM OSAKA     |
| 82.1          | Kiss FM KOBE |
| 84.1          | NHK大阪FM    |
| 86.1          | 放送大学FM   |

- FM放送については「広報よしの」平成20年8月号掲載。[5]

## 局舎所在地
- 奈良県吉野郡吉野町大字山口971-2

## 2009年3月までのCVYによる放送・サービス等
- 町営事業として、アナログテレビ放送・FM放送・音声告知放送・加入者間電話のサービスが実施されていた。[6]

テレビ
| アナログ                   | 放送局                   |
| -------------------------- | ------------------------ |
| 1                          | NHK奈良総合              |
| 2                          | 農業気象情報（自主放送） |
| 3                          | 奈良テレビ               |
| 4                          | 毎日放送                 |
| 5                          | テレビ大阪               |
| 6                          | 朝日放送                 |
| 8                          | 関西テレビ               |
| 9                          | CVY自主放送              |
| 10                         | よみうりテレビ           |
| 11                         | KBS京都                  |
| 12                         | NHK大阪教育              |
| 以下、ホームターミナル使用 |                          |
| 13                         | NHKBS1                   |
| 14                         | NHKBS2                   |
| 15                         | WOWOW                    |
| 16                         | グリーンチャンネル       |
| 17                         | スター・チャンネル       |
| 18                         | 衛星劇場                 |
| 19                         | ヒストリーチャンネル     |
| 20                         | GAORA                    |
| 21                         | 朝日ニュースター         |
| 22                         | e-天気.net               |
| 23                         | スーパー!ドラマTV        |
| 24                         | 放送大学                 |

ラジオ
| 周波数 | 放送局    |
| ------ | --------- |
| 79.1   | 放送大学  |
| 81.1   | α-station |
| 84.1   | NHK奈良FM |
| 85.1   | fm osaka  |

音声告知放送
役場からの放送などが実施されており、CVYでは音声告知放送のみを利用する加入は無料であった。2009年4月以降は音声告知放送のみ加入の制度はない。
加入者間電話
テレビ加入者間は通話料無料であった。